# Italo Astolfi
Italo Astolfi (* 31. Dezember 1917 in Zibido San Giacomo; † 7. April 2004 in Croglio, Schweiz) war ein italienischer Bahnradsportler und nationaler Meister im Radsport.
1939 wurde Italo Astolfi Zweiter im Sprint der Amateure bei den UCI-Bahn-Weltmeisterschaften in Mailand, hinter dem Niederländer Jan Derksen und vor dem Deutschen Gerhard Purann, einen Tag, bevor der Zweite Weltkrieg ausbrach. Den Grand Prix de l’UCI in Paris gewann er 1939. Ebenfalls 1939 gewann er den renommierten Grand Prix Kopenhagen im Sprint für Amateure. 1940 gewann er den Gran Premio della U.V.I. des italienischen Radsportverbandes.  Den Grand Prix Turin, einen der ältesten Wettbewerbe im Bahnradsport, gewann er 1950. Von 1940 bis 1951 war er als Berufsfahrer aktiv, die meiste Zeit davon ohne einen Teamvertrag. Zwischen 1941 und 1950 errang er siebenmal den Titel des Italienischen Meisters im Sprint.
Auch Astolfis älterer Bruder Ferruccio war Radrennfahrer. 1935 belegte er bei Mailand–Sanremo Platz 45.